# Ін-кварто

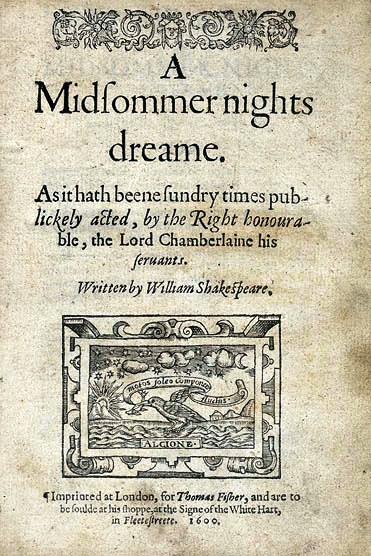
Титульний аркуш першого видання ін-кварто комедії В. Шекспіра «Сон літньої ночі», 1600

Ін-ква́рто (лат. in quarto — «на четверту частину аркуша», «на чверть» від лат. quartus — четвертий) — поліграфічний термін, що позначає розмір сторінки на одну чверть друкованого аркуша, короткі позначення — 4° і 4to. На одному аркуші при цьому міститься 4 аркуші (8 сторінок) книги. Розміри сторінки становлять 24,15×30,5 см. Термін також може стосуватися друкованих видань такого формату. Найранішою з відомих друкованих книг у Європі, виданих ін-кварто, була Книга Сивілл, надрукована, як вважають, Йоганном Гутенбергом у 1452—1453 роках до своєї Біблії, збережена у вигляді уривка. Нині видання ін-кварто рідкісні (переважно це художні альбоми).